# Medina fuscisquama
Medina fuscisquama är en tvåvingeart som beskrevs av Louis-Paul Mesnil 1953. Medina fuscisquama ingår i släktet Medina och familjen parasitflugor. Inga underarter finns listade i Catalogue of Life.